# Code price look-up

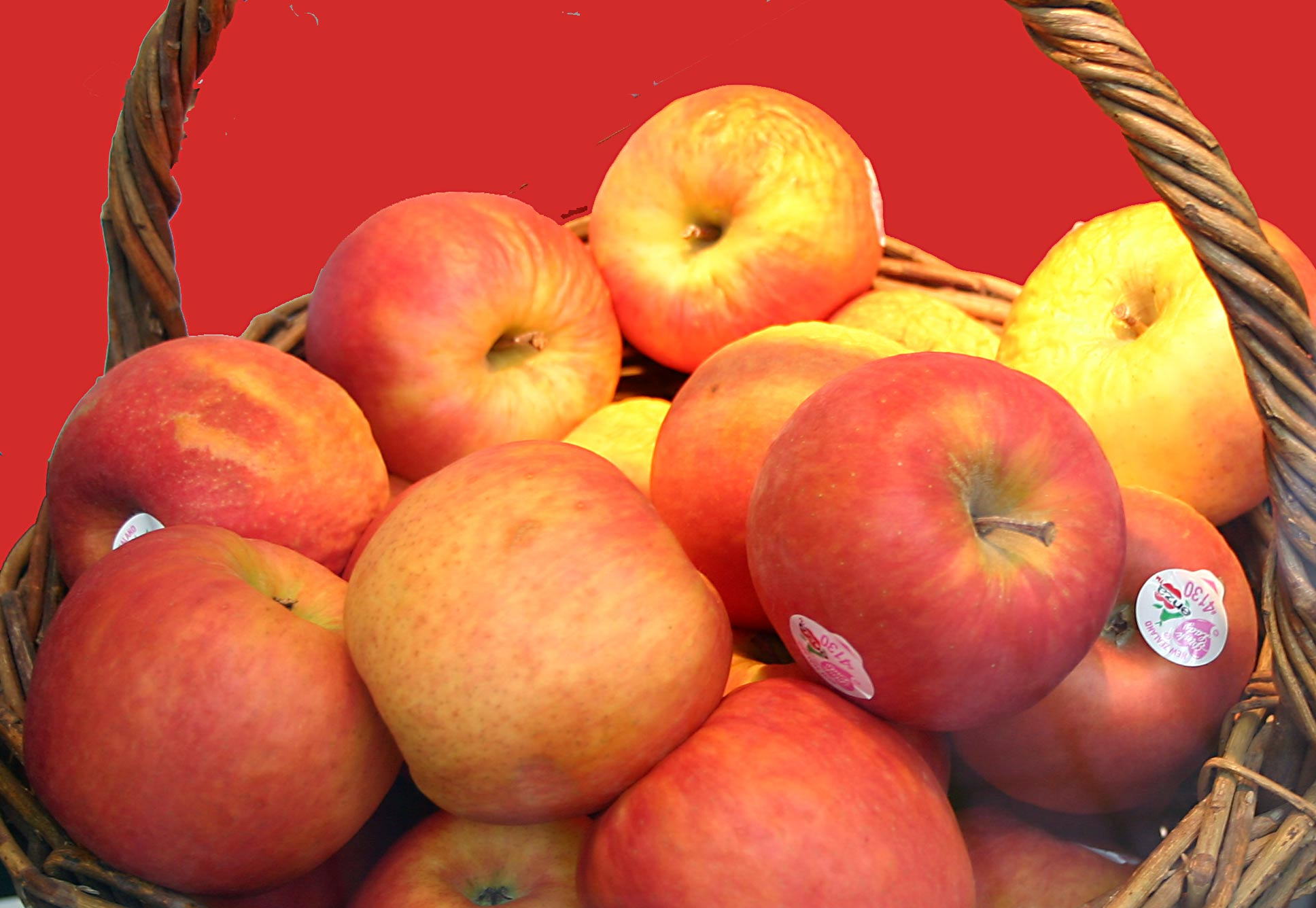
Pommes avec étiquettes PLU numérotées 4130 qui les identifient comme la variété Pink Lady

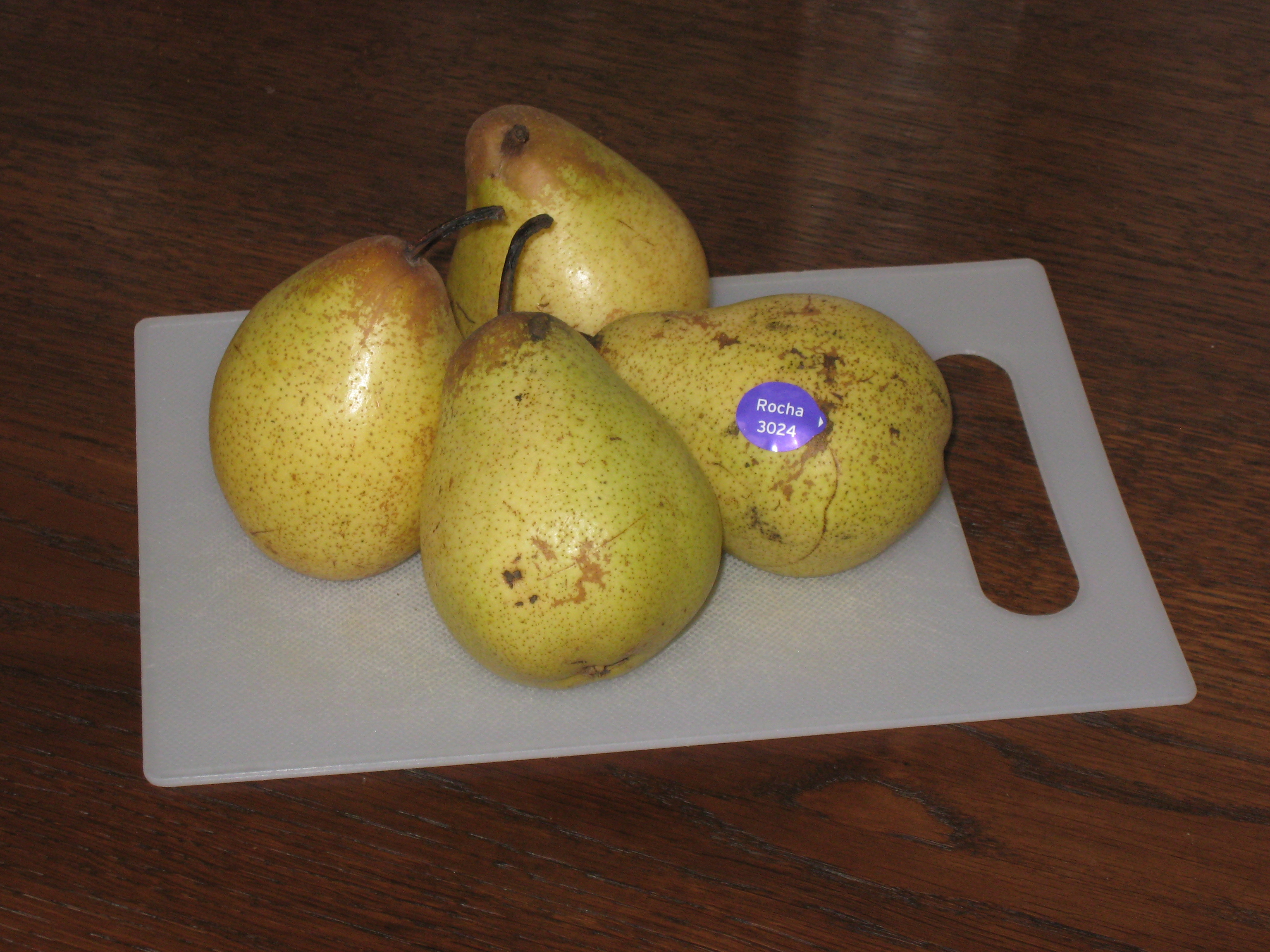
Poires Rocha avec une étiquette mentionnant le code PLU 3024

Un code price look-up ou codes PLU est un numéro d’identification à 4 ou 5 chiffres pour les fruits et légumes.

## Utilisations
Cette codification ne concerne que les produits agricoles vendus en vrac et ceux vendus à la pièce ; elle ne concerne pas les unités préemballées pré-pesées (pour lesquelles le code à barres s'applique).

## Conventions de numérotation

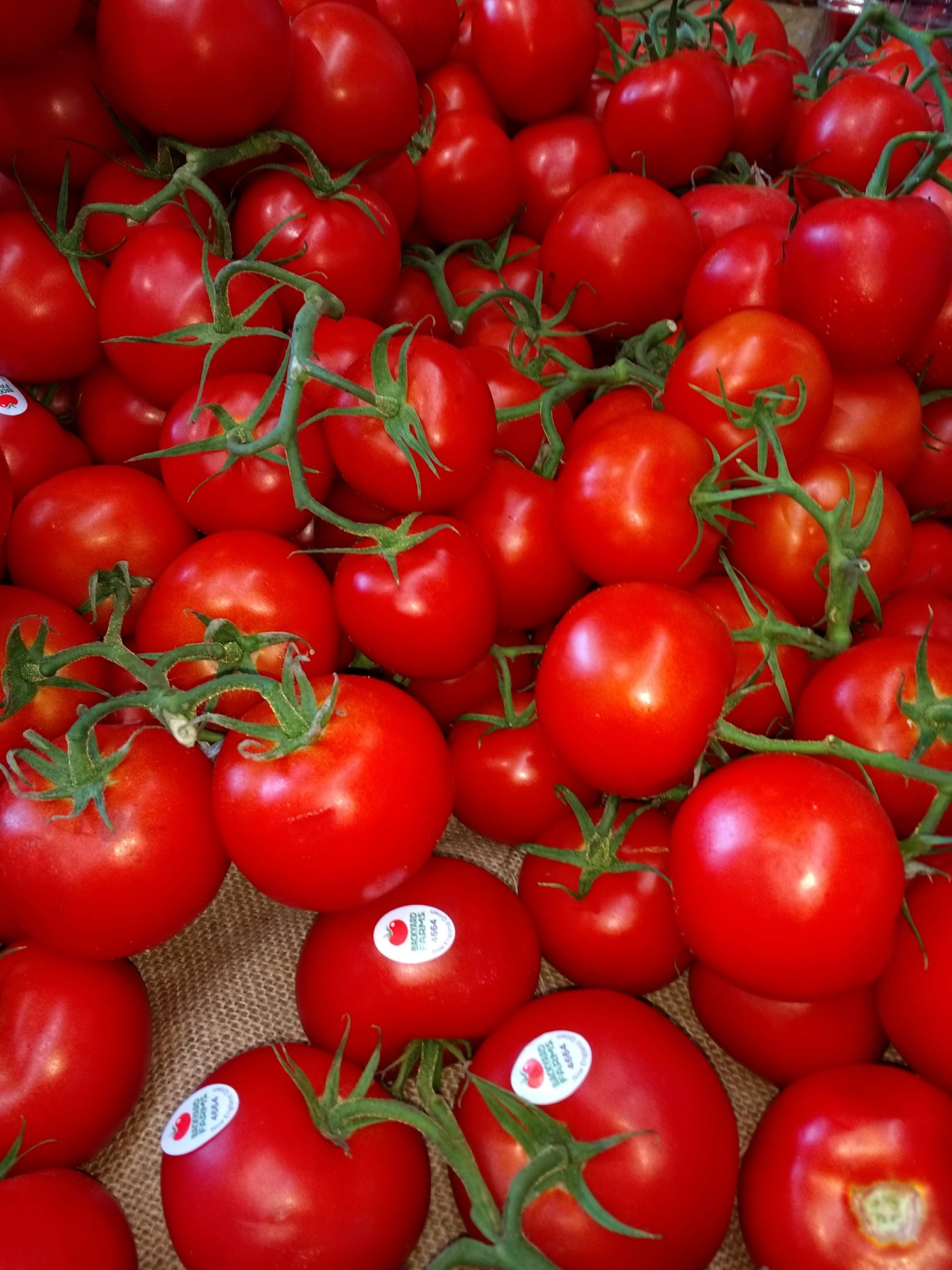
Tomates avec leur code PLU dans un supermarché.

Les numéros correspondent à la variété de fruit ou de légume et parfois à son calibre. 
Par exemple :
- #3024 = Poire Rocha
- #4173 = Petite pomme royal gala
- #4174 = Grosse pomme royal gala
- #4664 = Tomate rouge

## Avenir de ces étiquettes
Le 19 novembre 2019, le député François-Michel Lambert a déposé un amendement (n°CD526) au sujet de cet étiquetage individuel, qui a été discuté et adopté le 29 novembre 2019 :
APRÈS L'ARTICLE 10, insérer l'article suivant :
Au plus tard le 1er janvier 2022, il est mis fin à l’apposition d’étiquette directement sur les fruits ou les légumes, sauf celles compostables en compostage domestique et constitués, pour tout ou partie, de matières biosourcées.
Exposé sommaire

Les nombreuses étiquettes déposées directement sur le fruit ou légume pour simplement signaler une marque, un producteur ou un label sont rarement compostables. Elles empêchent de fait le compostage des restes des fruits et légumes ou viennent polluer la matière organique.
Cet amendement correspond à l'article 80 de la loi n° 2020-105 du 10 février 2020 relative à la lutte contre le gaspillage et à l'économie circulaire. La rédaction de l'amendement a fait que cet article ne fait partie d'aucun code législatif.

## Objet de collection
Bien que la collecte d'étiquettes PLU en tant que passe-temps existe déjà depuis un certain temps, elle s'est généralisée grâce à la présence sur les réseaux sociaux et aux designs de mode qui utilisent des autocollants pour fruits. La popularité du passe-temps a été encore accrue par les catalogues en ligne et les clubs de collectionneurs.
En plus des illustrations, les facteurs importants pour les collectionneurs sont la composition de ces autocollants et le type de produit sur lequel ils sont utilisés. Les matériaux les plus populaires pour créer des autocollants à code PLU sont le film plastique et le papier, mais le carton, le film métallisé, le tissu d'emballage et les textiles sont également utilisés.